# Ion Mija
Ion Mija (în rusă Ион Якобович Мижа; n. 21 octombrie 1938, Balta, RSS Ucraineană, URSS – d. 6 decembrie 2001, Chișinău, Republica Moldova) a fost un regizor sovietic și moldovean, distins cu titlul onorific „Maestru în Artă”.
Este cunoscut drept unul dintre pionierii televiziunii moldovenești.

## Biografie
S-a născut la data de 21 octombrie 1938 în orașul Balta, pe atunci capitala RASS Moldovenești (în prezent în regiunea Odesa, Ucraina). În anii 1956-1960 a studiat și absolvit Institutul de Cultură din Moscova.
Din 1962 a lucrat ca asistent de regizor la studioul „Moldova-Film”. În 1966-1968 a absolvit Cursurile superioare pentru scenariști și regizori ale Comitetului cinematografic de stat al URSS. Din 1968 până în 1980 a fost director al studioului „Chișinău-Telefilm”.
A debutat în 1970 cu scurtmetrajul Față în față bazat pe povestea omonimă a lui Ion Druță, scenariul a fost scris de Dumitru Fusu, iar rolul principal a fost interpretat de Victor Ciutac.
Este regizorul primului lungmetraj moldovenesc de televiziune color Întâlnirea⁠(ru)[traduceți] (1978)..
În anii 1981-1982 a fost director al studioului de film „Volgograd-Telefilm”.
În următorii 10 ani, din 1983 până în 1993, a lucrat ca regizor la studioul „Moldova-Film”.
După destrămarea URSS și lichidarea de facto a studioului de film „Moldova-Film, în anii 1990 a fondat și condus studioul independent de film documentar „Ava-film”.
A murit în 2001 la Chișinău.

## Filmografie

### Regizor
- 1970 – Față în față
- 1973 – Melodii nistrene (film muzical de televiziune)
- 1978 – Întâlnirea
- 1979 – Casa lui Dionis[2][3]
- 1988 – Un scurt dans al iubirii (film muzical)

## Distincții
- 1973 — al V-lea Festival de film de televiziune din URSS — diplomă pentru filmul documentar „Moldova Sovietică”
- 1975 — al VI-lea Festival de film de televiziune din URSS — diplomă pentru filmul documentar „Lumea copilăriei noastre”
- 1977 — al VII-lea Festival de film de televiziune din URSS — diploma pentru filmul documentar „Casa în care trăim”
- 1977 — Certificat de onoare din partea Comitetul de Stat al URSS pentru televiziune și radiodifuziune
- 1983 — al X-lea Festival de film de televiziune din URSS — Premiul pentru filmul documentar „Motive folclorice”
- 1994 — „Maestru în Artă”